# Comando Conjunto de Protección Civil en Emergencias
El Comando Conjunto de Protección Civil en Emergencias es un comando conjunto creado en 2024 bajo la órbita del Estado Mayor Conjunto de las Fuerzas Armadas a través del Comando de Operaciones Conjuntas.

## Reseña
Fue resuelto por decreto 1112/24 del 19 de diciembre de 2024 crear este comando conjunto, que reemplazó la Dirección Militar de Asistencia en Emergencia del Estado Mayor Conjunto. Su misión será conducir las operaciones de protección civil con apoyo a la comunidad por medio de ayuda humanitaria y asistencia humanitaria en desastres y catástrofes, en cumplimiento de esa misión subsidiaria de las Fuerzas Armadas de la Nación.